# Probucol
Probucol là một chất chống hyperlipidemic thuốc  ban đầu được phát triển trong điều trị bệnh động mạch vành.
Tuy nhiên, các thử nghiệm lâm sàng đã bị dừng lại sau khi phát hiện ra rằng nó có thể làm giảm HDL ở những bệnh nhân có tiền sử bệnh tim trước đó.
Probucol ban đầu được phát triển vào những năm 1970 bởi một công ty hóa chất nhằm tối đa hóa tuổi thọ lốp máy bay. Probucol được liên kết với kéo dài khoảng QT.

## Cơ chế
Probucol làm giảm mức cholesterol trong máu bằng cách tăng tỷ lệ dị hóa LDL. Ngoài ra, probucol có thể ức chế tổng hợp cholesterol và làm chậm quá trình hấp thụ cholesterol. Probucol là một chất chống oxy hóa mạnh giúp ức chế quá trình oxy hóa cholesterol trong LDLs; điều này làm chậm sự hình thành của các tế bào bọt, góp phần vào các mảng xơ vữa động mạch.
Nó được cho là hoạt động tại ABCA1.
Nó cũng làm giảm mức HDL.